# Corda da preghiera

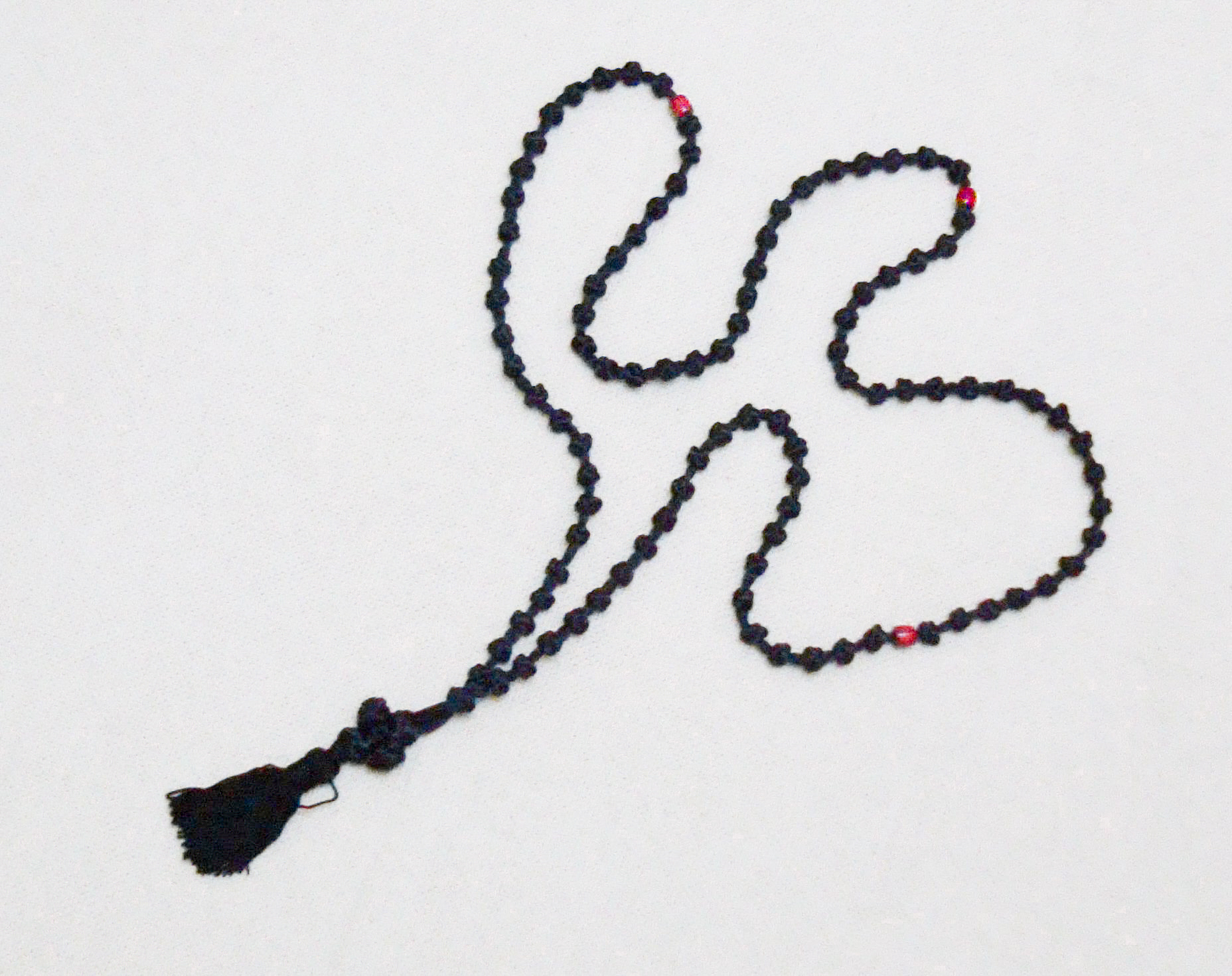
Corda da preghiera (Komboskini)

Una corda da preghiera (greco: κομποσκοίνι - komboskini ; russo : чётки - chotki (termine più comune) o вервица - vervitsa (traduzione letterale); arabo مسبحة - misbaha ; rumeno : metanii / metanier; serbo : бројаница - broyanitsa ; Coptic : ⲙⲉⲕⲩⲧⲁⲣⲓⲁ - mequetaria / mequtaria ) è un cordone costituito da nodi, solitamente di lana o di seta. È impiegata dai cristiani di tradizione orientale (soprattutto in ambito monastico) per contare il numero di volte che si è recitato la preghiera di Gesù o, occasionalmente, altre preghiere. 

## Descrizione
È composta solitamente da 100 nodi, ma può averne anche 33, 150, 300. Per intrecciarla è usata solitamente la lana, in ricordo dell'essere "gregge di Cristo", di colore nero, in segno di lutto per i nostri peccati e conversione.
Ogni 10 o 225 nodi si trova una perlina, per aiutare nel conteggio delle preghiere e indicare il punto in cui eseguire una prostrazione o un gesto di adorazione. Il cordone termina con una croce, anch'essa fatta di nodi, e con una nappa, che rappresenta il regno dei cieli, a cui si può arrivare passando dalla croce, e che viene usata per asciugare le lacrime dell'orante.

## Utilizzo
Quando si prega, l'orante normalmente tiene la corda da preghiera nella mano sinistra lasciando la mano destra libera per fare il segno della croce. Quando non viene usata, la corda da preghiera è tradizionalmente avvolta intorno al polso sinistro (il lato del cuore) in modo da continuare a ricordare di pregare senza cessare. 
Durante la loro tonsura (professione religiosa), i monaci e le monache ortodosse orientali ricevono una corda da preghiera, con le parole:
Accetta, o fratello (nome), la spada dello Spirito che è la parola di Dio ( Efesini 6:17) nella preghiera eterna di Gesù, con la quale dovresti avere il nome del Signore nella tua anima, i tuoi pensieri, E il tuo cuore, dicendo sempre: "Signore Gesù Cristo, Figlio di Dio, abbi pietà di me un peccatore.
L'ortodossia considera la corda da preghiera come la spada dello Spirito, perché la preghiera che è sincera e ispirata dalla grazia dello Spirito Santo è un'arma che sconfigge il diavolo.
In alcune comunità monastiche ortodosse (e talvolta anche tra i fedeli) le ore canoniche e la preparazione alla Santa Comunione possono essere sostituite recitando la preghiera di Gesù un numero determinato di volte dipendente dal servizio che viene sostituito.

## Storia
La storia della corda da preghiera risale alle origini del monachesimo cristiano stesso. Quando i monaci cominciarono ad entrare nei deserti dell'Egitto, era il loro costume di pregare i 150 Salmi ogni giorno. Tuttavia, poiché alcuni monaci non erano in grado di leggere, avrebbero dovuto memorizzare i salmi o eseguire altre preghiere e prostrazioni in loro luogo. Così cominciò ogni giorno la tradizione di dire 150 (o più) preghiere di Gesù.
Il rosario occidentale è discendente e sviluppato da questa stessa tradizione.
L'invenzione della corda da preghiera è attribuita a San Pacomio, nel IV secolo, come un aiuto per i monaci analfabeti per compiere un numero consistente di preghiere e prostrazioni nelle loro celle. In precedenza, i monaci avrebbero contato le loro preghiere facendo scivolare i ciottoli in una ciotola, ma questo era poco pratico e non poteva essere praticato facilmente quando essi si trovavano fuori dalla cella. L'uso della corda ha reso possibile pregare la preghiera di Gesù incessantemente, sia all'interno della cella che fuori, secondo l'ingiunzione di San Paolo a "Pregate senza cessare" (I Tessalonicesi 5:17).
Si dice che il metodo di legare la corda da preghiera ha avuto origine dal Padre del monachesimo ortodosso, Sant'Antonio il Grande. La leggenda narra che avesse iniziato legando una corda di cuoio con un semplice nodo ogni volta che pregava Kyrie Eleison ("Signore abbì pietà"), ma il diavolo sarebbe venuto a slegare i nodi per confondere il suo conto. Sant'Antonio allora, ispirato da una visione della santa Madre di Dio, avrebbe inventato un modo di legare i nodi in modo che i nodi stessi fossero costituiti con il segno della croce. Il diavolo chiaramente non poteva più sciogliere quei nodi. È per questo che i nodi con cui ancora oggi vengono intrecciate le corde di preghiera contengono ognuno la forma di sette piccole croci.